# Voivodato di Włocławek

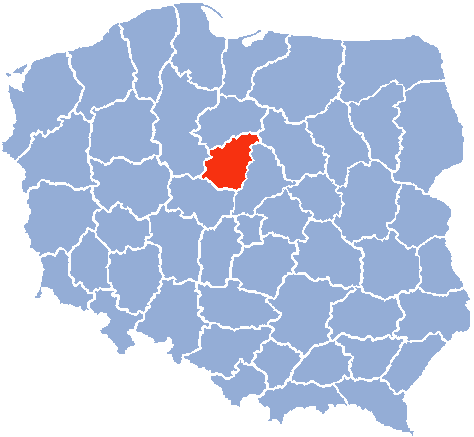
Voivodato di Włocławek

Il voivodato di Włocławek (in polacco: województwo włocławskie) fu un'unità di divisione amministrativa e governo locale della Polonia negli anni 1975 - 1998. Nel 1999, con la nuova suddivisione in voivodati, è stato sostituito dal voivodato della Cuiavia-Pomerania.
La capitale era Włocławek.

## Principali città (popolazione nel 1995)
- Włocławek (123.100).